# Kapitalizm finansowy
Kapitalizm finansowy – oznacza redukcję znaczenia procesu produkcji wobec akumulacji zysków za pomocą mechanizmów systemu finansowego.
Jest to forma kapitalizmu, w której gromadzenie kapitału inwestycyjnego pełni podstawową rolę w ekonomii, co wpływa na procesy polityczne i rozwój społeczny. Z końcem XX w. ta forma kapitalizmu zaczęła dominować w globalnej gospodarce, nie tylko neoliberalnej.

## Charakterystyka
Kapitalizm finansowy cechuje dominacja dążenia do osiągnięcia zysku za pomocą operacji finansowych takich jak kupno/sprzedaż walut, produktów finansowych w rodzaju obligacji, akcji, kontraktów terminowych, instrumentów pochodnych lub poprzez inwestycje w te instrumenty finansowe, a także udzielanie kredytów w zamian za odsetki, i jako taki jest uważany przez analityków marksistowskich (od których pierwotnie termin się wywodzi) za element wyzysku zapewniający dochód nie wynikający z pracy. Akademiccy proponenci koncepcji kapitalizmu, jak np. Eugen von Böhm-Bawerk postrzegają zysk osiągnięty w ten sposób jako część okrężnego procesu, za pomocą którego kapitalizm rozrasta się i zabezpiecza się przed nieuniknionym ryzykiem.
W warunkach kapitalizmu finansowego pośrednikami w obrocie finansowym stają się wielkie koncerny, od banków po firmy inwestycyjne. Banki depozytowe przyciągają oszczędności i udzielają kredytów, a banki inwestycyjne gromadzą fundusze na rynku międzybankowym by pożyczać je na cele inwestycyjne, natomiast firmy inwestycyjne działają w imieniu innych koncernów, sprzedając ich akcje i papiery wartościowe inwestorom.

### Skutki społeczne
Znaczenie terminu kapitalizm finansowy we współczesnej gospodarce kapitalistycznej wykracza poza ekonomiczny sens pośrednictwa w obrocie finansowym. Określa ono także znaczące wpływy, jakie posiadacze dóbr wywierają na procesy polityczne i na cele polityki gospodarczej.
Jak twierdzi Thomas Palley dominacja kapitalizmu finansowego w XXI w doprowadziła do znaczącego wzrostu preferencji na rzecz spekulacji kosztem inwestycji sprzyjających rozwojowi przedsiębiorczości w globalnej gospodarce.

## Rys historyczny
Wprowadzenie pojęcia „kapitalizm finansowy” przypisuje się Rudolfowi Hilferdingowi, który użył go w 1910 r. w swym studium zależności pomiędzy niemieckimi korporacjami, bankami i monopolami przed I wojną światową. Pracę tą wykorzystał Lenin w swej analizie imperialistycznych stosunków światowych potęg. Lenin doszedł do wniosku, iż w owym czasie banki były „głównymi, newralgicznymi centrami całego kapitalistycznego systemu gospodarki narodowej”. Określenie „dyktatura kapitalizmu finansowego” weszło w regularne użycie w retoryce Kominternu.
W tej tradycyjnej marksistowskiej perspektywie, kapitalizm finansowy postrzegany jest jako następstwo kapitalizmu przemysłowego oraz część procesu, w którym cała kapitalistyczna faza historii zmierza ku końcowi. W sposób podobny do tego, jaki prezentował w swych poglądach Thorstein Veblen, kapitalizm finansowy przeciwstawiany jest kapitalizmowi przemysłowemu, w którym zysk czerpie się z produkcji dóbr.
Braudel wskazał na dwa wcześniejsze okresy w historii cywilizacji kiedy pojawił się kapitalizm finansowy – w Genui w XVI w. i w Holandii w XVII/XVIII w. – aczkolwiek w tych przypadkach rozwinął się on z kapitalizmu handlowego. Giovanni Arrighi rozwinął analizę Braudela, wskazując, iż dominacja kapitalizmu finansowego jest okresowym, długoterminowym fenomenem, występującym kiedy poprzednia faza kapitalizmu, czy to handlowego czy przemysłowego, wyczerpuje możliwości dalszego rozwoju.
O ile do połowy XX w. korporacje przemysłowe stanowiły główny symbol sukcesu ekonomicznego, przewyższając w tym względzie system bankowy, to koniec XX w., wraz z rozwojem produktów finansowych i nowego modelu bankowości wyznacza początek nowego (historycznie ujmując czwartego) okresu kapitalizmu finansowego.
Fredric Jameson widzi zglobalizowane przejawy obecnej fazy kapitalizmu finansowego jako grunt dla manifestacji postmodernizmu w kulturze.